# While the City Sleeps, We Rule the Streets
While the City Sleeps, We Rule the Streets è il primo album in studio del gruppo dance punk statunitense Cobra Starship, pubblicato nel 2006.

## Tracce
Testi e musiche di Gabe Saporta, Dave Katz e Sam Hollander tranne dove indicato.
1. Being from Jersey Means Never Having to Say You're Sorry – 2:05
2. Send My Love to the Dancefloor, I'll See You in Hell (Hey Mister DJ) – 3:48
3. The Church of Hot Addiction – 3:40
4. The Kids Are All Fucked Up – 4:15
5. It's Warmer in the Basement – 2:57
6. Keep It Simple (Gabe Saporta, Ted Leo) – 4:10
7. It's Amateur Night at the Apollo Creed! – 3:08
8. Bring It (Snakes on a Plane) (Saporta, William Beckett, Travis McCoy, Maja Ivarsson) – 3:14
9. The Ballad of Big Poppa and Diamond Girl (Saporta) – 3:27
10. Pop-Punk Is Sooooo '05 – 3:01
11. You Can't Be Missed If You Never Go Away – 3:21